# تاریخ ژاپن (فرویس)

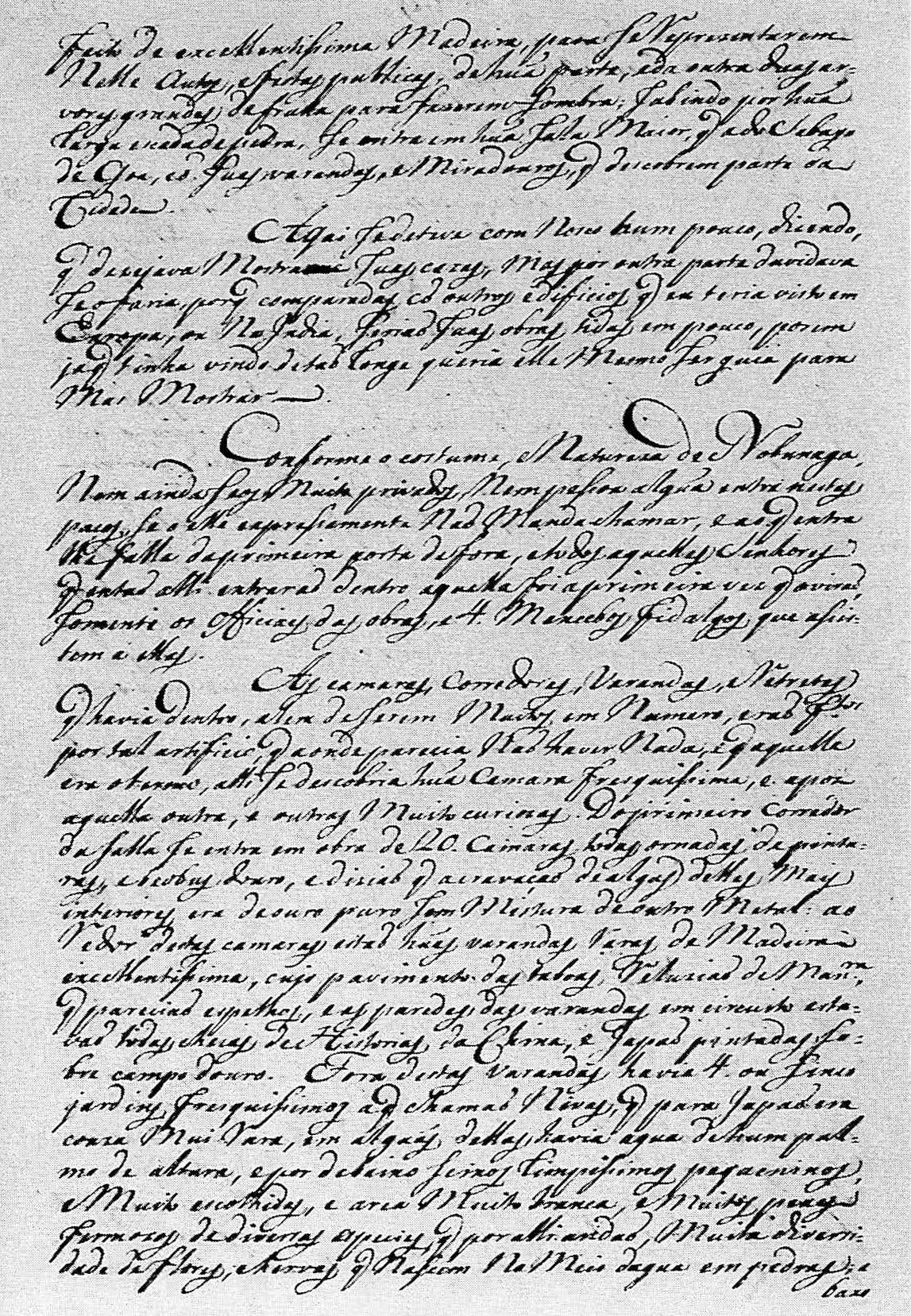
تصویری از تاریخ ژاپن نوشته لوئیس فرویس به زبان پرتغالی

تاریخ ژاپن (به پرتغالی: Historia de Iapam) نوشته لوئیس فرویس (۱۵۳۲–۸ ژوئیه ۱۵۹۷) میسیونر، و نویسنده اهل پرتغال بود. لوئیس فرویس در سال ۱۵۴۸ عضو انجمن عیسی شد. در سال ۱۵۶۳، برای تبلیغ مسیحیت به ژاپن وارد شد، و در سال بعد به کیوتو رفت و با، آشیکاگا یوشیترو، شوگون وقت ملاقات کرد. در ۱۵۶۹، او با اودا نوبوناگا دوست شد و مدت کوتاهی در محل اقامت شخصی نوبوناگا در گیفو ماند و به نوشتن کتاب مشغول شد.
کتاب تاریخ ژاپن سه بخش دارد و وقایع تاریخی از سال ۱۵۴۹ تا ۱۵۹۴ را در بر می‌گیرد. این کتاب تنها مرجعی برای تاریخ مسیحیت در ژاپن نیست بلکه حوادث طبیعی و رویدادهای در ارتباط با اودا نوبوناگا و تویوتومی هیده‌یوشی و دیگر سامورایی‌ها و جامعه ژاپن با جزئیات ثبت شده‌است.